# Alfons Mersmann
Alfons Mersmann (* 22. März 1931 in Oer-Erkenschwick; † 15. April 2025) war ein deutscher Verfahrenstechniker und Ordinarius für Verfahrenstechnik der TU München.

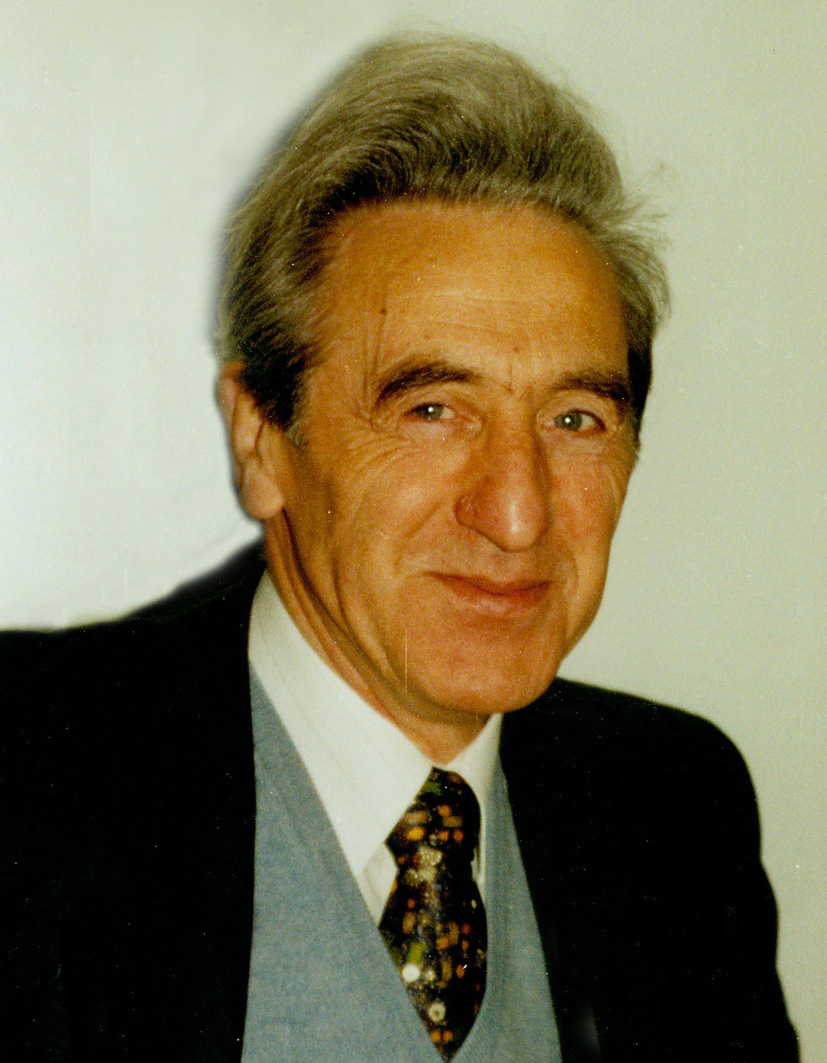
Prof. Alfons Mersmann

## Leben
1931 in Oer-Erkenschwick geboren, studierte Mersmann nach dem Abitur Wärme- und Verfahrenstechnik an der Technischen Hochschule Hannover. Nach dem Diplom ging er 1957 an das Max-Planck-Institut für Strömungsforschung in Göttingen, wo er 1961 mit einer Dissertation über Druckverlust und Schaumhöhen von gasdurchströmten Flüssigkeitsschichten auf Siebböden promovierte. Nach acht Jahren Tätigkeit in der chemischen Industrie, zuerst in Forschung und Entwicklung, später im Anlagenbau, folgte er 1969 dem Ruf an die TU München auf den Lehrstuhl B für Verfahrenstechnik. Er emeritierte im Jahre 1997.

## Forschung
Alfons Mersmann lehrte an der Technischen Universität München die Grundlagen der Thermischen und der Mechanischen Verfahrenstechnik. Diese sehr breit angelegte Lehrtätigkeit bestimmte auch seine Forschungsaktivitäten. Sie konzentrierten sich auf Vorgänge in Mehrphasengemischen, insbesondere auf gas/flüssig, flüssig/flüssig, gas/fest und flüssig/fest Systeme. Konkrete Forschungsprojekte in diesen Bereichen waren Rühren von Suspensionen, Fluiddynamik von Blasen- und Tropfensäulen, Wärmeübergang in Wirbelschichten sowie Arbeitsbereiche von Solventextraktoren. Zahlreiche Arbeiten betrafen die Rektifikation von Flüssigkeitsgemischen, hierbei insbesondere Probleme des Phasengleichgewichtes, der Fluiddynamik, des Stoffübergangs und der Dimensionierung von Boden- und Packungskolonnen. Einen weiteren Schwerpunkt bildeten Forschungsarbeiten zur Adsorption aus der Gasphase sowie in ganz besonderem Maße zur Massenkristallisation aus Flüssigkeiten. Im Vordergrund standen Fragen der optimalen Übersättigung zur Erzielung definierter Korngrößen der Kristalle, der Keimbildung und des Kristallwachstums. Weitere Projekte waren Impfkristallisation, Fällungskristallisation und Produktreinigung durch Rekristallisation. Die Forschungsarbeiten von Mersmann auf dem Gebiet der Biotechnologie fanden vorwiegend im Rahmen des Sonderforschungsbereiches Nr. 145 „Biologische, chemische und technische Grundlagen der Biokonversion“ statt.
Zu all diesen Themen wurden unter Leitung von Mersmann umfangreiche und oftmals neuartige experimentelle Untersuchungen durchgeführt und darauf aufbauend theoretische Modelle entwickelt. Diese vielfältigen Forschungsarbeiten erweiterten den Stand des Wissens auf vielen Gebieten der Verfahrenstechnik.
Am Lehrstuhl von Mersmann entstanden etwa 70 Dissertationen.

## Wissenschaftsmanagement
Alfons Mersmann nahm während seiner Tätigkeit an der Technischen Universität München viele Aufgaben im Wissenschaftsmanagement wahr.
- Leiter des GVC Fachausschusses „Thermische Zerlegung von Gas- und Flüssigkeitsgemischen“.
- Leiter des GVC Fachausschusses „Mischvorgänge“.
- Leiter des Dechema Fachausschusse „Kristallisation“.
- Initiator und langjähriger Sprecher des DFG Sonderforschungsbereiches 153 „Reaktions- und Austauschtechnik disperser Zweiphasensysteme“ der Fakultäten Maschinenwesen und Chemie der TUM.
- Dekan der Fakultät Maschinenwesen.
- Fachgutachter der Deutschen Forschungsgemeinschaft (DFG).
- Organisator und Leiter mehrerer Fortbildungskurse für Ingenieure aus der chemischen Industrie.

## Auszeichnungen
- 1994: Emil-Kirschbaum-Medaille der Gesellschaft für Verfahrenstechnik und Chemieingenieurwesen[4]
- 1996: Ernest-Solvay-Preis

## Schriften
Die umfangreichen Forschungsarbeiten von Alfons Mersmann fanden ihren Niederschlag in zahlreichen Veröffentlichungen. Er publizierte etwa 300 Aufsätze in nationalen und internationalen Fachzeitschriften. Hinzu kommen mehrere Beiträge in periodisch erscheinenden Standardwerken der Verfahrenstechnik (z. B. Dubbel Taschenbuch für den Maschinenbau, VDI Wärmeatlas, Ullmann‘s Encyclopedia of Industrial Chemistry) sowie folgende Fachbücher:
- Thermische Verfahrenstechnik. Springer, Berlin 1980, ISBN 3-540-09903-4.
- Stoffübertragung. (= Wärme- und Stoffübertragung). Springer-Verlag, Berlin/Heidelberg 1986, ISBN 3-540-15920-7.
- mit Gnielinski und Thurner: Verdampfung, Kristallisation, Trocknung. Vieweg, Braunschweig 1993, ISBN 3-528-06499-4.
- Crystallization Technology Handbook. Marcel Dekker, New York 2001, ISBN 0-824-70528-9.
- mit Matthias Kind, Johann Stichlmair: Thermische Verfahrenstechnik: Grundlagen und Methoden. (= Chemische Technik / Verfahrenstechnik). 2. Auflage. Springer-Verlag, Berlin Heidelberg 2005, ISBN 3-540-23648-1.
- mit Matthias Kind, Johann Stichlmair: Thermal Separation Technology. Springer, Berlin 2011, ISBN 978-3-642-26967-7.